# Leichtathletik-Weltmeisterschaften 2009/Teilnehmer (Kuba)
| Gelbes Symbol für Goldmedaillen mit stilisierten Olympischen Ringen | Graues Symbol für Silbermedaillen mit stilisierten Olympischen Ringen | Braundes Symbol für Bronzemedaillen mit stilisierten Olympischen Ringen |
| ------------------------------------------------------------------- | --------------------------------------------------------------------- | ----------------------------------------------------------------------- |
| 1                                                                   | 4                                                                     | 1                                                                       |

Der kubanische Leichtathletik-Verband stellte 33 Athleten bei den Leichtathletik-Weltmeisterschaften 2009 in Berlin.

## Ergebnisse

### Männer

#### Laufdisziplinen
| Athlet           | Disziplin    | Vorlauf     | Vorlauf | Halbfinale  | Halbfinale | Finale             | Finale             |
| Athlet           | Disziplin    | Zeit        | Platz   | Zeit        | Platz      | Zeit               | Platz              |
| ---------------- | ------------ | ----------- | ------- | ----------- | ---------- | ------------------ | ------------------ |
| William Collazo  | 400 m        | 45,52 s     | 10      | 44,93 s     | 7          | nicht qualifiziert | nicht qualifiziert |
| Yeimer López     | 800 m        | 1:48,04 min | 27      | 1:45,33 min | 6          | 1:47,80 min        | 10                 |
| Dayron Capetillo | 110 m Hürden | 13,61 s     | 18      | 13,55 s     | 19         | nicht qualifiziert | nicht qualifiziert |
| Dayron Robles    | 110 m Hürden | 13,67 s     | 24      | DNF         | DNF        | –                  | –                  |
| Omar Cisneros    | 400 m Hürden | 49,27 s     | 9       | 49,21 s     | 11         | nicht qualifiziert | nicht qualifiziert |

#### Sprung/Wurf
| Athlet             | Disziplin   | Qualifikation | Qualifikation | Finale             | Finale             |
| Athlet             | Disziplin   | Weite/Höhe    | Platz         | Weite/Höhe         | Platz              |
| ------------------ | ----------- | ------------- | ------------- | ------------------ | ------------------ |
| Ibrahim Camejo     | Weitsprung  | 7,71 m        | 33            | nicht qualifiziert | nicht qualifiziert |
| Yoandri Betanzos   | Dreisprung  | 16,77 m       | 17            | nicht qualifiziert | nicht qualifiziert |
| Alexis Copello     | Dreisprung  | 16,99 m       | 11            | 17,36 m            | Bronze             |
| Arnie David Giralt | Dreisprung  | 17,15 m       | 5             | 17,26 m            | 5                  |
| Carlos Véliz       | Kugelstoßen | 19,62 m       | 23            | nicht qualifiziert | nicht qualifiziert |
| Guillermo Martínez | Speerwurf   | 82,50 m       | 3             | 86,41 m SB         | Silber             |

#### Zehnkampf
| Athlet          | Disziplin | 100 m      | Weit- sprung | Kugel- stoßen | Hoch- sprung | 400 m      | 110 m Hürden | Diskus- wurf | Stabhoch- sprung | Speer- wurf | 1500 m         | Punkte  | Platz  |
| --------------- | --------- | ---------- | ------------ | ------------- | ------------ | ---------- | ------------ | ------------ | ---------------- | ----------- | -------------- | ------- | ------ |
| Yunior Díaz     | Ergebnis  | 10,66 s PB | 7,72 m       | 14,54 m       | 2,02 m SB    | 46,15 s PB | 14,56 s      | 43,52 m      | 4,60 m PB        | 60,09 m PB  | 4:40,58 min SB | 8357 PB | 9      |
| Yunior Díaz     | Punkte    | 938        | 990          | 761           | 822          | 1001       | 903          | 736          | 790              | 739         | 677            | 8357 PB | 9      |
| Yordanis García | Ergebnis  | 10,60 s PB | 7,05 m       | 15,15 m       | 2,08 m       | 48,34 s PB | 14,08 s      | 44,40 m SB   | 4,70 m           | 69,37 m PB  | 4:49,45 min    | 8387    | 8      |
| Yordanis García | Punkte    | 952        | 826          | 799           | 878          | 893        | 964          | 754          | 819              | 880         | 622            | 8387    | 8      |
| Leonel Suárez   | Ergebnis  | 11,13 s    | 7,24 m       | 15,20 m PB    | 2,11 m SB    | 48,00 s    | 14,45 s      | 44,71 m      | 5,00 m PB        | 75,19 m     | 4:27,25 min    | 8640    | Silber |
| Leonel Suárez   | Punkte    | 832        | 871          | 802           | 906          | 909        | 917          | 761          | 910              | 969         | 763            | 8640    | Silber |

### Frauen

#### Laufdisziplinen
| Athletin                                                                                           | Disziplin    | Vorlauf        | Vorlauf | Halbfinale  | Halbfinale | Finale             | Finale             |
| Athletin                                                                                           | Disziplin    | Zeit           | Platz   | Zeit        | Platz      | Zeit               | Platz              |
| -------------------------------------------------------------------------------------------------- | ------------ | -------------- | ------- | ----------- | ---------- | ------------------ | ------------------ |
| Indira Terrero                                                                                     | 400 m        | 51,98 s        | 18      | 51,87 s     | 16         | nicht qualifiziert | nicht qualifiziert |
| Zulia Calatayud                                                                                    | 800 m        | 2:02,33 min    | 2       | 2:01,53 min | 16         | nicht qualifiziert | nicht qualifiziert |
| Anay Tejeda                                                                                        | 100 m Hürden | 12,82 s SB     | 8       | 12,82 s SB  | 11         | nicht qualifiziert | nicht qualifiziert |
| Daisurami Bonne Zulia Calatayud Indira Terrero Susana Clement nur Vorlauf Diosmely Peña nur Finale | 4 × 400 m    | 3:27,36 min SB | 5       |             |            | 3:36,99 min        | 7                  |

#### Sprung/Wurf
| Athletin           | Disziplin   | Qualifikation | Qualifikation | Finale             | Finale             |
| Athletin           | Disziplin   | Weite/Höhe    | Platz         | Weite/Höhe         | Platz              |
| ------------------ | ----------- | ------------- | ------------- | ------------------ | ------------------ |
| Yarianny Arguelles | Weitsprung  | 6,32 m        | 22            | nicht qualifiziert | nicht qualifiziert |
| Mabel Gay          | Dreisprung  | 14,53 m       | 3             | 14,61 m SB         | Silber             |
| Yargelis Savigne   | Dreisprung  | 14,53 m       | 2             | 14,95 m            | Gold               |
| Misleydis González | Kugelstoßen | 18,62 m       | 7             | 18,74 m            | 8                  |
| Yaniuvis López     | Kugelstoßen | 17,71 m       | 18            | nicht qualifiziert | nicht qualifiziert |
| Mailín Vargas      | Kugelstoßen | 18,14 m       | 11            | 18,67 m            | 9                  |
| Yarelys Barrios    | Diskuswurf  | 62,19 m       | 5             | 65,31 m SB         | Silber             |
| Yarisley Collado   | Diskuswurf  | 60,37 m       | 14            | nicht qualifiziert | nicht qualifiziert |
| Yania Ferrales     | Diskuswurf  | 58,24 m       | 25            | nicht qualifiziert | nicht qualifiziert |
| Arasay Thondike    | Hammerwurf  | 68,97 m       | 16            | nicht qualifiziert | nicht qualifiziert |
| Yanet Cruz         | Speerwurf   | 56,19 m       | 22            | nicht qualifiziert | nicht qualifiziert |
| Osleidys Menéndez  | Speerwurf   | 61,94 m       | 5             | 63,11 m SB         | 7                  |
| Yainelis Ribeaux   | Speerwurf   | 57,38 m       | 16            | nicht qualifiziert | nicht qualifiziert |